# Academia Pontificia del Panteón

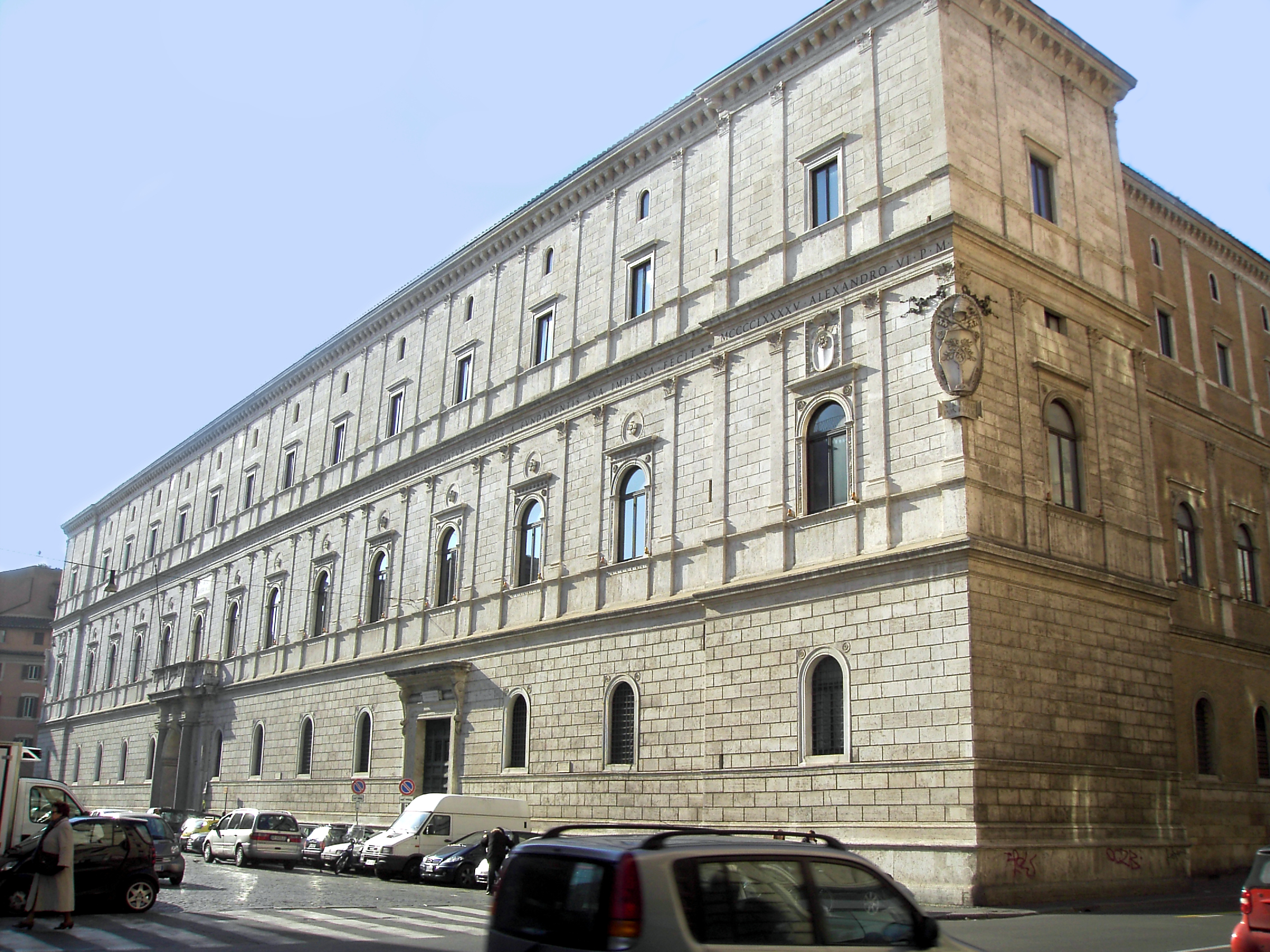
Palacio de la Cancillería, sede operante de la Academia en el.

La Insigne Academia Pontificia de Bellas Artes y Literatura Virtuosa del Panteón (en italiano: Pontificia Insigne Accademia di Belle Arti e Letteratura dei Virtuosi al Pantheon,) simplificada como Academia de los Virtuosos del Panteón (Accademia dei Virtuosi al Pantheon), es una academia pontificia nacida en el siglo XVI en Roma, Italia, por decreto, con el objetivo de «promover el estudio, el ejercicio y perfeccionamiento de las Humanidades y Artes Plásticas, con especial referencia para la literatura y arte sacro de inspiración cristiano en todas sus expresiones, y promover la elevación espiritual de los artistas, en conjunto con el Consejo Pontificio para la Cultura».

## Historia

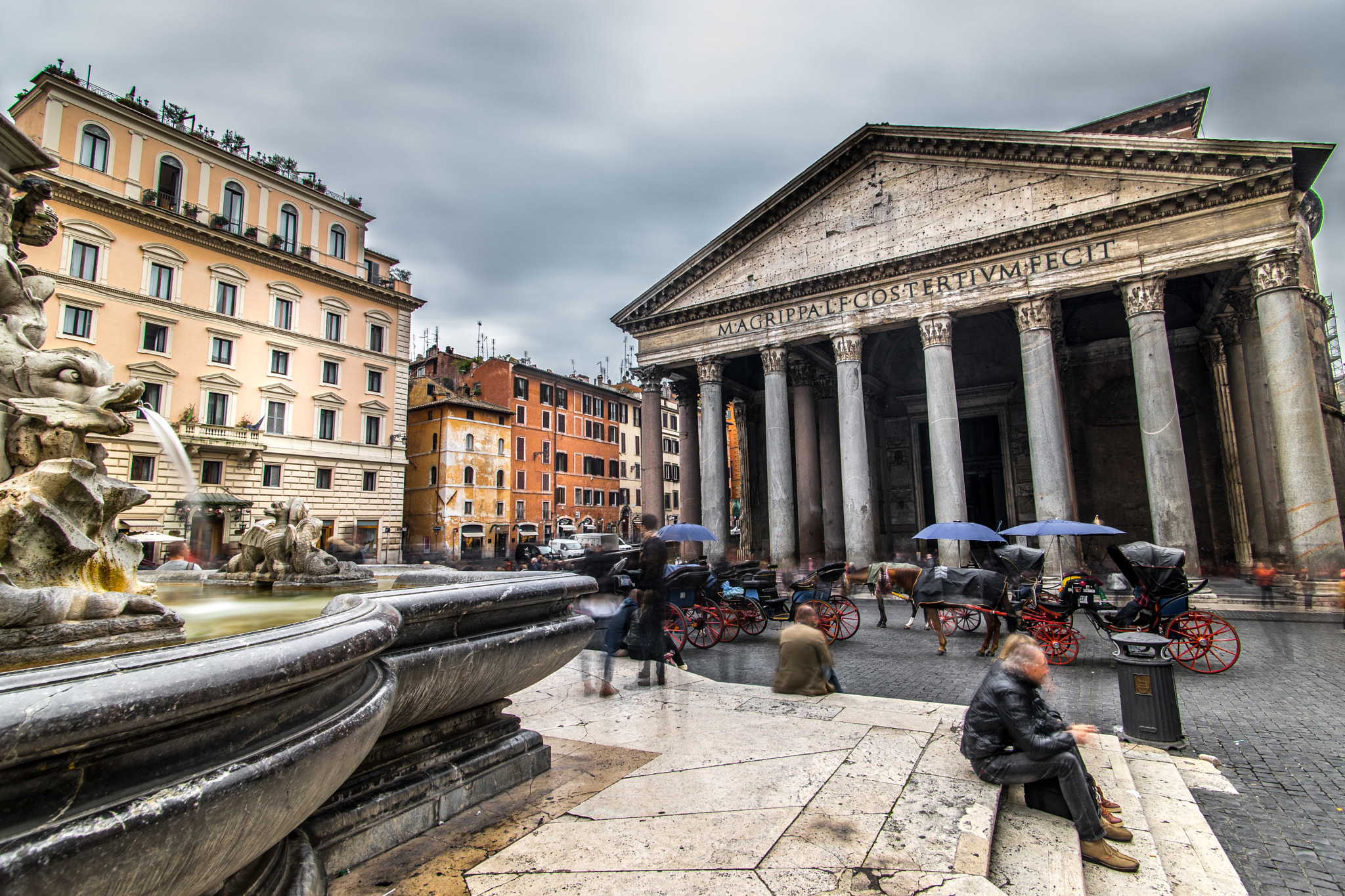
El Panteón de Agripa, histórica sede de la Academia Pontificia del Panteón

La asociación nació en Roma en la primera mitad del siglo XVI bajo el nombre de "Congregación de San José de Tierra Santa", a partir del nombre de la capilla donde fue enterrado Rafael en la Iglesia de Santa María de los Mártires, conocida también como Panteón de Agripa. Los asociados eran "virtuosos" artistas (pintores, escultores, los arquitectos) que hicieron obras de caridad para con los otros miembros (visitar a los hermanos enfermos, y cuando murieron acompañarlos a la tumba, dar limosnas a los pobres, con veinticinco niñas, dotar con escudos y de inversión). Entre los primeros miembros, tuvieron Beccafumi, Sermoneta y Sangallo; el primer director fue el cisterciense Desiderio d'Adiutorio. La congregación fue reconocida por el papa Pablo III el 15 de octubre de 1542. A partir del siglo XVII en adelante, en ocasión de la Fiesta de San José, se certificaron periódicamente un conjunto de exposiciones bajo el pórtico del Panteón.
En 1833, 400.º aniversario del nacimiento de Rafael,la congregación decidió ejecutar las excavaciones alrededor del santuario que tiene la estatua de la Madonna del Sasso para identificar los restos del pintor de Urbino y darles enterramiento apropiado. En esa ocasión, el regente perpetuo Giuseppe de Fabris obtuvo del papa Gregorio XVI la aprobación de un nuevo estatuto en el que se preveían, con fondos del "tesoro", concursos de pintura, escultura y arquitectura de temas sagrados para que pudieran participar artistas católicos de todas las naciones.
El título de "Pontificia" fue concedido en 1861, por el papa Pío IX, mientras que el título de la Academia fue dado por Pío XI en 1928. Con la Carta aprobada en 1995, la Pontificia Accademia Virtuosa del Panteón está en conexión con el Consejo Pontificio para la Cultura. Esto supone 50 nombramientos ordinarios de académicos papales divididos en cinco clases (1 - Arquitectos, 2 - Pintores y realizadores, 3 - Escultores, 4 - Estudiosos y estudiantes de asuntos relacionados con las artes y músicos, 5 - Poetas y escritores); cuando los académicos cumplen los 80 de edad, se convierten en "eméritos". El presidente, nombrado por el papa, permanece en el cargo durante cinco años, y participa en el Consejo de Coordinación de las Academias Pontificias.